# Calophasia josifovi
Calophasia josifovi är en fjärilsart som beskrevs av Gamev. Calophasia josifovi ingår i släktet Calophasia och familjen nattflyn. Inga underarter finns listade i Catalogue of Life.